# Loris Arnaud
Loris Arnaud (Saint-Germain-en-Laye, 16 aprile 1987) è un calciatore francese, attaccante del Chatou.

## Palmarès

### Club

#### Competizioni nazionali
- Coppa di Lega francese: 1

Paris Saint-Germain: 2007-2008
- Coppa di Francia: 1

Paris Saint-Germain: 2009-2010